# سكوت براون

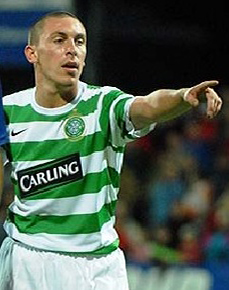

سكوت براون (بالإنجليزية: Scott Brown)‏ (مواليد 25 يونيو 1985 في دمفرلين) لاعب كرة قدم إسكتلندي دولي يجيد اللعب في خط الوسط . يلعب حاليا لصالح نادي سيلتيك الإسكتلندي منذ 2007 .

## مسيرته الكروية
لعب سكوت براون خلال مسيرته الاحترافية مع ناديين في ثمانية عشر موسمًا وسجل خلالها 41 هدفًا ضمن 484 مباراة. حيث فاز في أربعة مواسم بالكأس وفي عشرة مواسم بالدوري.
خاض سكوت براون مسيرته مع نادي هيبرنيان في موسم 2002–03 ليلعب معه خمسة مواسم، مشاركًا في 108 مباراة سجل خلالها 12 هدفًا. ثم انتقل إلى نادي سلتيك في موسم 2007–08 ليلعب معه ثلاثة عشر موسمًا، حيث شارك في 376 مباراة سجل خلالها 29 هدفًا.

## روابط خارجية
- سكوت براون على موقع الاتحاد الأوربي (الإنجليزية)
- سكوت براون على موقع الاتحاد الإسكتلندي (الإنجليزية)
- سكوت براون على موقع قاعدة بيانات كرة القدم.إي يو (الإنجليزية)
- سكوت براون على موقع ناشيونال فوتبول تيمز (الإنجليزية)
- سكوت براون على موقع Soccerbase.com (لاعب) (الإنجليزية)
- سكوت براون على موقع Soccerway.com (الإنجليزية)
- سكوت براون على موقع عالم كرة القدم.نت (الإنجليزية)
- سكوت براون على موقع AS.com (الإسبانية)